# Властелин колец: Война рохирримов
«Властелин колец: Война рохирримов» (название в российском прокате, корректно: «Властелин колец: Война рохиррим», так как «рохиррим» это уже множественное число, англ. The Lord of the Rings: The War of the Rohirrim) — полнометражный аниме-фэнтезийный фильм, основанный на легендариуме Дж. Р. Р. Толкина. Производством занимались компании New Line Cinema, Warner Bros. Animation и Sola Entertainment, режиссёром стал Кэндзи Камияма. Фильм является приквелом к кинотрилогии «Властелин колец» и рассказывает историю короля Рохана Хельма Молоторукого. Премьера состоялась 13 декабря 2024 года.

## Сюжет
Действие происходит за 183 года до событий Войны Кольца, и голос Эовин рассказывает историю о том, как история Херы, будущей защитницы Рохана и дочери короля, не войдет в легенды или песни.
Фрека, лорд из Дунланда, приходит в зал короля Хельма со своим сыном Вульфом, другом детства Херы. Фрека обеспокоен тем, что Хера выходит замуж за лорда из Гондора, и пытается заставить Вульфа и Херу пожениться, чтобы узурпировать трон Рохана. Вульф хочет жениться на Хере, но она не заинтересована в браке. Хельм и Фрека затевают кулачный бой за пределами зала, в ходе которого Хельм непреднамеренно убивает Фреку одним ударом, за что получает прозвище «Молоторукий». Опустошенный Вульф клянется отомстить.
Он уезжает, и о нем много лет ничего не слышно. Однажды Хера и ее двоюродный брат Фреалаф, наполовину дунландец, натыкаются на мертвого воина-южанина, укротителя мумакилов (олифантов). Мумак воина, бешеный, появляется и нападает; Хера избавляется от него, заманивая к лесному озеру, где его убивает Водный Страж. Тарг, один из генералов Фреки, следует за ней и похищает. Он отвозит ее в крепость Вульфа в Изенгарде и рассказывает, что Вульф стал верховным лордом данлендингов, воинства мятежных горных племен. Она предлагает Вульфу жениться на ней, чтобы остановить его нападение на Рохан, но Фреалаф и ее тетя Олвин спасают ее. Вульф вторгается в Рохан.
Хельм считает своего племянника Фреалафа трусом за то, что тот хотел эвакуировать Эдорас в крепость Дунхарроу, и изгоняет его. Хельм готовится к битве после того, как лорд Торн обещает собрать людей. Однако паж роняет свиток Торна, на котором есть печать, похожая на печать Вульфа, и Хера понимает, что Торн - предатель. Он пытается убить ее, но она и ее конь убивают его. Когда начинается битва, Хера эвакуирует Эдорас в Хорнбург, поняв, что ее отца предали, а его армия в меньшинстве. Вульф убивает в бою сына Хельма Халета, затем захватывает в плен брата Халета, арфиста Хаму, и убивает его на глазах у Хельма, который вызвался умереть вместо него. Вульф начинает осаду Хорнбурга, которая длится всю зиму, и строит огромную осадную башню.
Хельм, раненый и убитый горем, пробирается ночью по потайному ходу, чтобы уничтожить силы Вульфа, используя только кулаки, и погибает, сражаясь за воротами Хорнбурга, замерзший, с подогнутыми коленями. Разыскивая Хельма во время одного из ночных рейдов, Хера случайно натыкается на двух орков из Мордора, которые по указанию своего хозяина забирают кольца у мертвых.
Хера забирается в орлиное гнездо и посылает орла с доспехами Хельма к Фреалафу за помощью, а сама, одетая в красивое старинное свадебное платье, которое ей подарила старая Пенникруик, въезжает на мост через осадную башню, который Вульф только что опустил, чтобы вторгнуться в Хорнбург, и вызывает его на бой, чтобы отвлечь его и его армию от рохиррим, которые скрываются через потайной ход. Она побеждает Вульфа, говоря, что он дал слово сдаться. Тарг, который советовал Вульфу не быть жестоким, соглашается с ней, но Вульф убивает его. Фреалаф и кавалерия прибывают. Фреалаф использует рог и доспехи Хельма, чтобы напугать дунландцев и заставить их поверить, что призрак Хельма явился, и они убегают. Вульф ранит Херу ножом, но она душит его щитом, положив конец войне.
Именем Хельма называют долину Хорнбург и ее крепость, Хельмовой впадины. Саруман Белый - новый хранитель Изенгарда, предлагающий дружбу новому королю Фреалафу. Хера, не заинтересованная в правлении, отправляется с Олвин на поиски приключений; сначала она встречается с Гэндальфом, у которого есть вопросы об орках, охотившихся за кольцами, пока Фреалаф восстанавливает Эдорас и новый зал, Медусельд. Рассказчик рассказывает, что Хера, которая носит арфу Хамы, была дикой и свободной до конца своих дней.

## Актёры озвучивания
- Брайан Кокс — Хельм Молоторукий, король Рохана[9]
- Гайя Уайз — Хера, дочь Хельма, которая помогает отцу защитить их народ[9]
- Люк Паскуалино — Вульф, жестокий вождь дунландцев, который хочет отомстить Рохану за смерть своего отца[9]
- Лоренс Убонг Уильямс — Фреалаф Хильдесон, племянник Хельма Молоторукого и наследник трона Рохана[10]
- Лоррейн Эшборн — Олвин
- Миранда Отто — Эовин, будущая воительница Рохана, выступающая в роли рассказчика истории[9][10]

Других персонажей озвучили: Яздан Кафури, Бенджамин Уэйнрайт - сыновья Хельма, Хама и Халет; Шон Дули — Фрека, отец Вульфа; Майкл Уайлдман — генерал Тарг; Джуд Акувидике — лорд Торн; Билал Хасна — Лиф; Джанин Дувицки — старая Пенникруик. Архивные записиси голоса Кристофера Ли были использованы для голоса Сарумана. Билли Бойд и Доминик Монаган, сыгравшие роль Пиппина Тука и Мерри Брендибака в трилогии Властелин Колец, озвучили орков Шанка и Врота.

## Производство
Во время празднования 20-летней годовщины с момента выхода фильма «Властелин колец: Братство кольца» компания New Line Cinema объявила о начале производства приквела к фильму, который будет создан в жанре аниме. Производством займётся компания Warner Bros. Animation в сотрудничестве с Sola Entertainment. Режиссёром фильма был назначен Кэндзи Камияма. Сценарист Филиппа Бойенс, работавшая с фильмами Питера Джексона, стала консультантом предстоящего приквела.
Подбор актёров озвучивания начался в июне 2021 года. Тогда же Брайан Кокс был утверждён на роль голоса Хельма Молоторукого, а Миранда Отто в роли Эовин стала закадровым рассказчиком.

## Премьера
Премьера фильма «Властелин колец: Война рохиррим» в мировом прокате состоялась 5 декабря, а 13 декабря он вышел в кинотеатрах США. Дистрибьютором стала компания Warner Bros. Pictures. Изначально планировалось, что он выйдет 12 апреля 2024 года, но затем его премьера была перенесена на 13 декабря 2024 года.

## Отзывы и оценки
На сайте-агрегаторе Rotten Tomatoes рейтинг фильма составляет 51 % на основании 85 рецензий критиков со средним баллом 5,7 из 10. При этом оценка пользователей составила 84%.
На сайте-агрегаторе Metacritic рейтинг фильма составляет составляет 54 балла из 100 возможных на основании 30 рецензий критиков, что соответствует «смешанным или средним» отзывам.
По опросам Cinemascore зрители оценили фильм на «B» (по шкале от A до F, где A — высшая оценка).
В российской прессе фильм получил сдержанно-одобрительные оценки в изданиях «Афиша» и «Мир фантастики» и скорее отрицательные на сайтах «Film.ru» и «Кино-театр.ру»; в издании Disgusting Men его разгромили.